# هری توفولو
هری توفولو (انگلیسی: Harry Toffolo؛ زادهٔ ۱۹ اوت ۱۹۹۵) بازیکن فوتبال اهل انگلیس است که برای باشگاه ناتینگهام فارست بازی می‌کند.
از باشگاه‌هایی که در آن بازی کرده‌است می‌توان به باشگاه فوتبال لینکولن سیتی، باشگاه فوتبال نوریچ سیتی، باشگاه فوتبال هادرزفیلد تاون، باشگاه فوتبال سوئیندون تاون، باشگاه فوتبال روترهام یونایتد و پیتربورو یونایتد اشاره کرد.
وی همچنین در تیم‌های ملی فوتبال زیر ۱۸ سال انگلستان، زیر ۱۹ سال انگلستان و زیر ۲۰ سال انگلستان بازی کرده‌است.

## زندگی شخصی
او یک فرزند پسر به نام لوکا استفانو دارد که در اوت ۲۰۱۶ متولد شده‌است.
توفولو در مورد پست خود گفت: «من عاشق جلو رفتن هستم، من عموماً یک مدافع چپ هستم اما خیلی دوست دارم جلو بروم بنابراین نقش دفاع چپ هم برایم مناسب است. شما باید برگردید و کارتان را در آنجا انجام دهید، اما من دوست دارم به جلو بروم و تا جایی که می‌توانم کارم را انجام دهم.»